# Фонд Сколла
Фонд Сколла (англ. Skoll Foundation) — зарегистрированный в США международный некоммерческий фонд, специализирующийся на социальном предпринимательстве — инвестициях в здравоохранение и образование в развивающихся странах.

## Организация
Фонд Сколла образован в 1999 году, после того, как его основатель — Джеффри Сколл покинул eBay, продал свою долю в компании за 2 млрд долларов США, пожертвовал половину этой суммы в Фонд и возглавил его.
Штаб-квартира фонда расположена в Пало-Альто, Калифорния, США.
В состав «Сети Фонда Сколла» на 2014 год входят:
- Научный Skoll Centre for Social Enterpreneurship при бизнес-школе Оксфордского университета в Лондоне;
- Skoll World Forum on Social Enterpreneurship;
- Онлайновый форум-община Social Edge;
- Программа грантов для поощрения и развития работы социальных предпринимателей-новаторов Skoll Awards for Social Enterpreneurship.

## Деятельность
Среди важных социальных задач Фонд Сколла выделяет поддержание устойчивости окружающей среды, охрану здоровья, поддержку терпимости и прав человека, экономическое и социальное равенство, мир и безопасность.
В 2014 году Фонд обращал особое внимание на угрозы изменения климата, распространение ядерного оружия, глобальные эпидемии, конфликт на Ближнем Востоке и дефицит водных ресурсов.
По программе грантов Фонд Сколла выделяет до 1 млн долларов США на каждый проект в течение трёх лет, добиваясь его выхода в стадию «опытно-промышленных испытаний», за которой последует не только реализация, но и дальнейшее расширения и масштабирования.
Фонд Сколла является одним из членов Global Impact Investing Network.

## Показатели деятельности
На 2000—2010 годы Фонд Сколла является одной из крупнейших организаций, оказывающая поддержку социальному предпринимательству и одной из самых влиятельных центров венчурной филантропии, под покровительством которого открылась целая сеть других организаций, программ и форумов.
По данным на 2010—2011 годы Фонд Сколла обладал собственными активами в размере более 512 млн долларов США, вложив при этом более 15 млн долларов.
Среди поддержанных Фондом Сколла выделяют, например, организацию Room to Read Джона Вуда, которая специализируется на строительстве и обеспечении библиотек и школ в беднейших районах мира.
В частности, благодаря поддержке, Room To Read в 2010 году открыла свою 10-тысячную библиотеку, построила тысячную школу и поддержала через свою программу Girls>>Education десятитысячную девочку.
Фонд Сколла поддержал и отметил также: B Lab, Barefoot College, Blue Ventures, Ceres, CrowdRise, Digital Divide Data, Educate Girls, Friends-International, Fundación Capital, KickStart International, M-KOPA, Medic Mobile, Proximity Designs, Slum Dwellers International, VisionSpring, Water & Sanitation for the Urban Poor, Институт общественных и экологических дел, Фонд экологической безопасности и множество других организаций, их создателей и руководителей.